# Escola cretenca

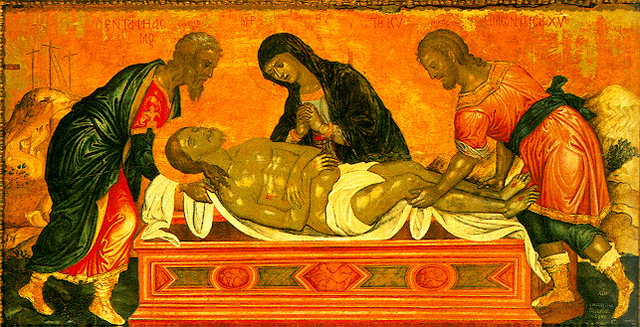
Icona d'Emmanuel Tzanes Bounialis, del, (Museu de Pavlos i Alexandra Kanellopoulou, Atenes).

Escola cretenca o escola de Creta va ser una important escola pictòrica, coneguda també amb el nom d'escola post-bizantina, moviment que va florir en l'Illa de Creta mentre estava sota el control de la República de Venècia entre 1204 i 1669. Gràcies a aquesta situació política, i en particular després de la caiguda de Constantinoble, va ser el principal centre artístic cristià de cultura grega entre els segles XV i el XVII. En aquest ambient es va desenvolupar un particular estil pictòric que va estar influït tant per la tradició com pels moviments de rerefons romà d'Orient i llatí. L'artista més gran d'aquesta escola va ser El Greco, qui després de fer els primers passos en aquest ambient, aviat va deixar l'illa per establir-se en Venècia i més tard al Regne de Castella abandonant així progressivament la seva empremta inicial.

## Segle XV
Durant l'edat mitjana hi va haver una forta demanda d'icones romanes d'Orient en Europa, i estant Creta una possessió veneciana des de l'any 1204 va ser aviat un centre de producció d'aquestes obres d'art. Un exemple d'aquesta producció és la famosa icona de la Verge Maria de Roma, anomenada «Verge del Perpetu Socors», de la presència de la qual a Roma hi ha constància des de 1499. En aquell moment hi havia poques diferències respecte a les icones romanes d'Orient clàssiques, i la qualitat era menor que la de les produïdes a Constantinoble. D'aquest període són també nombrosos frescs a esglésies i monestirs de l'illa, dels quals al voltant de 850 peces dels segles xiv i xv poden admirar-se encara. Els frescs d'aquest període són molt més nombrosos que els de períodes precedents o posteriors.

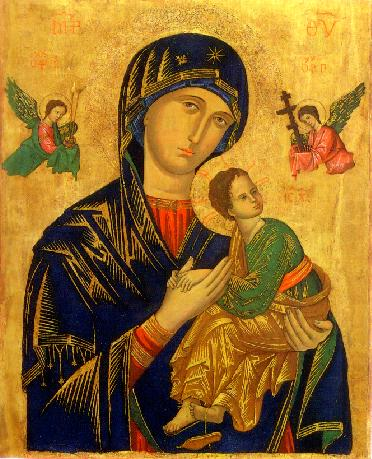
«Verge del Perpetu Socors», inicis de 'Escuela Cretenca, a Roma des de 1499.

A la fi del segle xv, els artistes cretencs van crear una forma diferent de pintura d'icones, caracteritzat per «contorns precisos, una modulació del color de la pell amb un color marró fosc sota la pintura, un realç de les galtes als rostres, colors brillants als vestits, un disseny geomètric de les arrugues i finalment una composició del quadre més equilibrada», o «imatges nítides, cossos esvelts, draperia lineal i moviments continguts». Els artistes més famosos d'aquest període van ser Andreas Ritzos (1421-1492), el seu fill Nicholas i Angelos Akotants, que fins fa poc era considerat un pintor conservador del segle xvii; tanmateix, després de la descoberta d'un testament datat el 1436, es dedueix que de fet va ser un innovador artista que va fusionar els moviments romà d'Orient i occidental, sobrevivint fins a 1457, any que el testament va quedar registrat. És interessant el fet que el testament es va llegir abans d'un viatge a Constantinoble; diverses icones van ser llegades a institucions eclesiàstiques, algunes catòliques però majorment ortodoxes.
Els arxius venecians preserven una documentació considerable sobre el comerç d'icones artístiques entre Venècia i Creta, comerç que a la fi del segle xv s'havia tornat de producció en massa. Hi ha documentació d'un encàrrec concret el 1499 de 700 icones de la Verge, 500 en estil occidental i 200 en romà d'Orient, a tres artistes. L'encàrrec el van realitzar dos tractants d'art, un venecià i un altre de la Grècia continental, i entre la data de la comanda i la del lliurament del carregament només van passar 45 dies. Probablement la qualitat de moltes de les mencionades obres seria clarament pobra, i el terme despectiu «Madonneri» es va començar a utilitzar per descriure aquests artistes que pintaven «a l'engròs» i que més tard van treballar també en Itàlia, sovint fent servir un estil pseudobizantí, i que pel que sembla eren sovint persones gregues o dàlmates. Sembla que aquesta producció va portar que el mercat s'inundés d'icones, i nombroses evidències assenyalen que a les següents dues dècades el comerç cretenc es va reduir significativament, en la mesura en què la demanda europea es va reduir. En qualsevol cas, al més alt del mercat les icones cretenques eren en aquesta època les millors del món romà d'Orient.

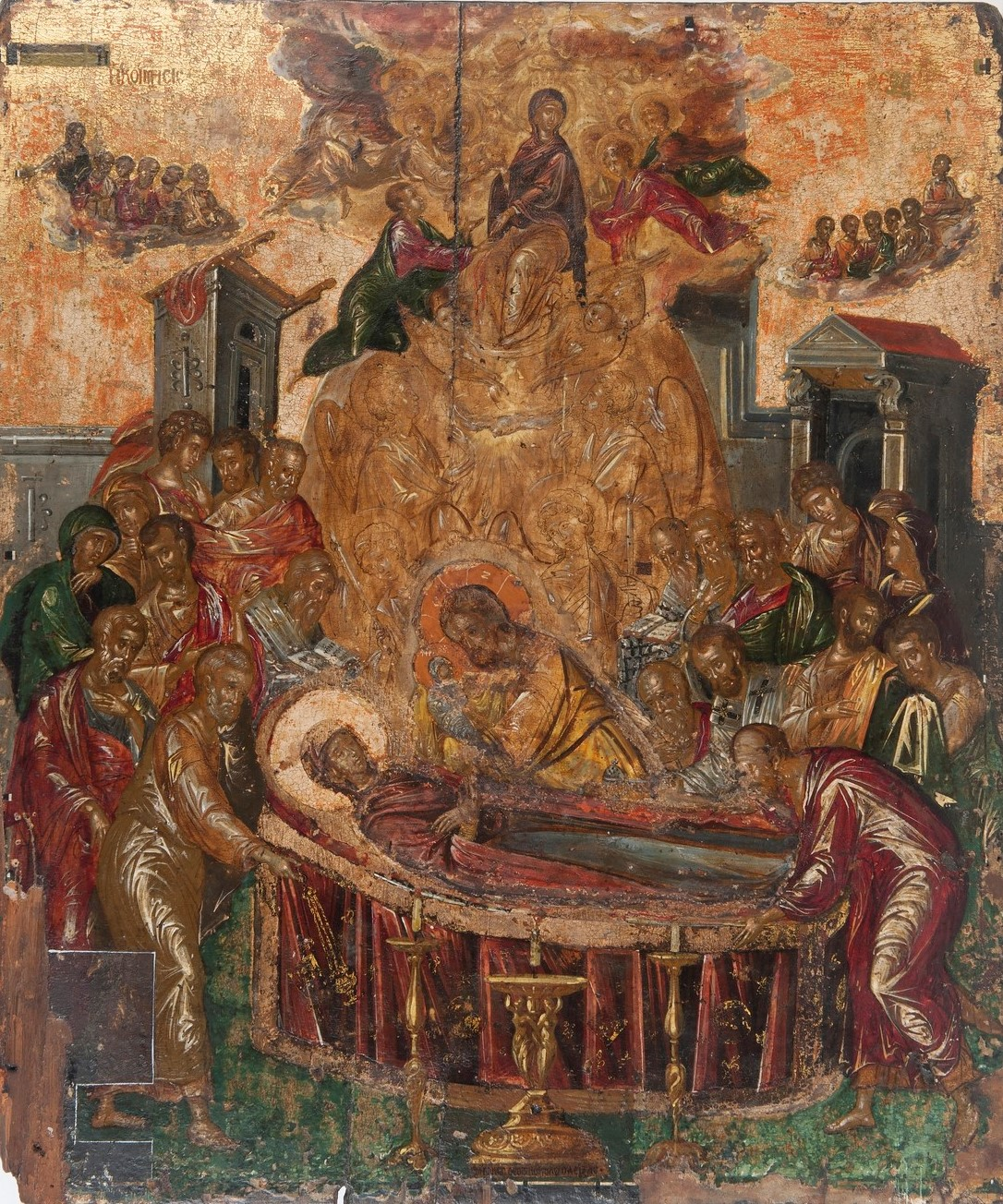
Dormició de la Verge d'El Greco (abans de 1567, pintura al tremp i or a pinzell, 61,4 x 45 cm, a Siros), pintada probablement cap al final del període cretenc d'El Greco. El quadre conté elements postbizantins i manierisme italià.

## Segle XVI
Ha quedat constància documental de prop de 120 artistes en Càndia entre 1453 i 1526, organitzats al voltant de l'Escola de sant Lluc que era una associació de pintors de l'illa que es basava en models d'art llatí. La fusió entre les tradicions romana d'Orient i llatina i la relació amistosa entre les esglésies ortodoxa i catòlica van ser la base del renaixement cretenc, un període daurat per a l'art en l'illa, on van florir tant la pintura com la literatura. Alguns pintors van escollir continuar a l'estela de la tradició romana d'Orient de Constantinoble, d'altres van rebre la influència dels mestres del renaixement venecià, com Giovanni Bellini o Tizià. Més tard va ser Paolo Veronese qui va tenir influència sobre aquesta escola. A l'illa hi havia alguns treballs d'aquests mestres o còpies d'aquests mateixos: a les esglésies catòliques de Cándia es podien trobar algunes obres de l'escola flamenca, i d'altres formaven part de col·leccions privades de rics mercaders venecians i grecs. En particular, a Càndia una important església franciscana i un monestir ortodox de monges posseïen una important col·lecció de les respectives escoles pictòriques.
Alguns documents de l'època mostren dos estils de pintura: el d'influència grega, en línia amb l'estil romà d'Orient, i el d'influència llatina. Tots dos estils eren dominats per mestres cretencs com a Miguel Damasceno, que evidenciaven un marcat eclecticisme i eren utilitzats segons els encàrrecs. Era possible trobar tots dos estils a la mateixa obra, un al costat de l'altre. La fama d'aquests artistes es va difondre per Grècia i tota la conca del Mediterrani. A l'inici del segle xvi la fama d'aquests pintors torna amb un gran apogeu també a Europa, en haver renovellat els motius pictòrics i ajustat la iconografia als nous gusts de la clientela occidental.
| - Dues escoles a l'obra de Miguel Damasceno - Miguel Damasceno, Icona de la Santa Litúrgia. Composició essencialment en estil ortodox, però amb influències occidentals, en particular a la figura de Déu Pare. - Miguel Damasceno, Escenes d'un martiri. Obra de l'escola veneciana. |

### Artistes delseglexvi

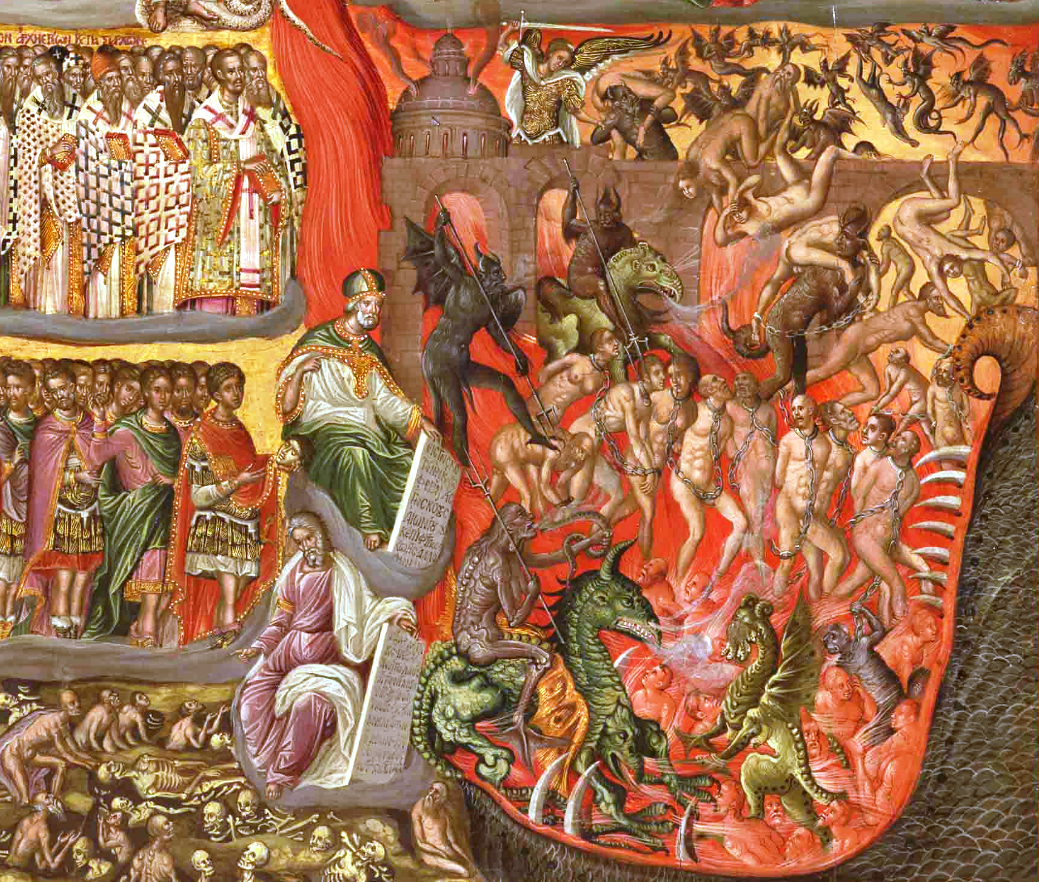
Georgios Klontzas, finals del. Detalls de l'infern en un quadre sobre la Parusia.

A més a més d'El Greco, els més grans artistes d'aquest període van ser Theophanis Strelitzas (Θεοφάνης Στρελίτζας), conegut com a Teòfanes de Creta, Miguel Damasceno (Μιχαήλ Δαμασκηνός) i Georgios Klontzas (Γεώργιος Κλόντζας). Diversos membres de la família Lambardos van ser també artistes vàlids que venturosament tenien el costum, potser adquirit abans que a occident, de signar les seves obres, cosa que no succeïa a la tradició oriental. Teòfanes de Creta va ser un artista relativament conservador. El seu primer treball està datat el 1527, i tots els treballs coneguts del pintor estan situats en l'àrea de la mar Egea. Va ser el més important artista d'aquesta escola en el seu temps, elements iconogràfics i estilístics de tipus llatí però mantenint essencialment l'esperit romà d'Orient.
La formació intel·lectual i artística juvenil d'El Greco es va desenvolupar en aquest ambient. El 1563, amb vint-i-dos anys, El Greco és descrit en un document com a mestre (mestre Domeniko), per tant ja era probablement responsable d'un taller.14 Pocs anys més tard va abandonar l'illa per anar a Venècia i no va tornar mai.
A la segona meitat del segle xvi molts artistes cretencs es van traslladar a Venècia, confiant en una més gran notorietat i treball. A diferència d'El Greco, els altres artistes de l'escola cretenca no van modificar de manera substancial la seva obra i els seus mètodes de treball. Simplement van incorporar alguns motius d'estil llatí en un context que romania de manera substancial romà d'Orient. Alguns experts parteixen d'una anàlisi perceptiva del mode en què El Greco es va distingir dels altres artistes cretencs actius a Venècia, mentre que d'altres sostenen que cap més pintor d'aquella escola va acceptar els canvis introduïts pel renaixement, mantenint-se fidels al seu propi estil. En el cas de Miguel Damasceno, aquest va tornar a Creta després de només tres anys a Venècia, i va romandre allà fins a la seva mort.

## Seglexvii

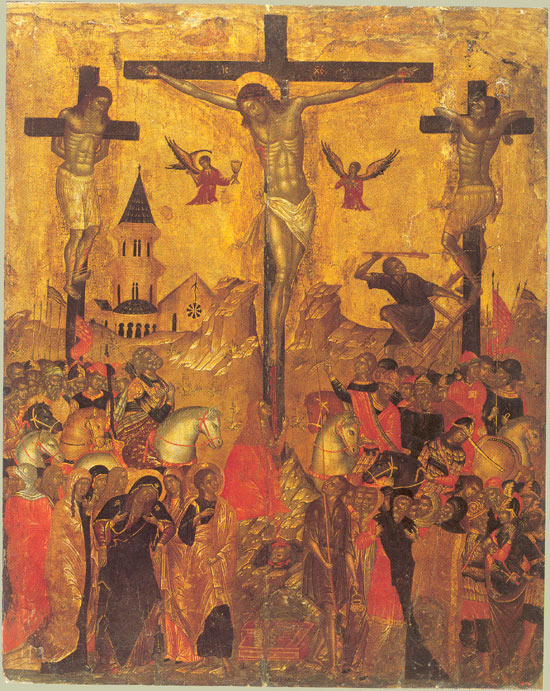
Crucifixió, Emmanuel Lambardos,.

Emmanuele Tzanes (Εμμανουήλ Τζάνες, 1610-1690), Emmanuele Lambardos y Theodoros Poulakis (Θεόδωρος Πουλάκης, 1622-1692) van ser eminents representants de l'escola cretenca en aquest segle. L'escola cretenca va continuar fins a la meitat d'aquest segle, quan l'Imperi Otomà va ocupar tota l'illa excepte Càndia, que va caure després d'una resistència de vint anys el 1669. Després de l'ocupació otomana de l'illa, el centre de la pintura grega es va traslladar cap a occident a les Illes Jòniques, que van romandre sota control venecià fins a les Guerres Napoleòniques. En aquest ambient va florir un nou moviment artístic anomenat Escola de les Illes Jòniques, que va patir un major influx occidental. Molts artistes cretencs es van traslladar a aquestes illes per gaudir de la llibertat artística que regnava. També quan les illes van ser ocupades per França i posteriorment per Anglaterra, es van mantenir com a punt de referència de l'art grec fins a la independència de 1830.